# Il mondo di frutta candita
Il mondo di frutta candita è l'undicesimo album del cantante italiano Gianni Morandi, pubblicato dall'etichetta discografica RCA nel 1975.
Il disco è prodotto da Franco Migliacci. I testi dei brani sono di Ivano Fossati, fatta eccezione per il pezzo che dà il titolo al lavoro, firmato invece da Mogol, mentre la parte musicale è opera di Oscar Prudente, che cura anche gli arrangiamenti.
Dal disco viene tratto il singolo Il mondo di frutta candita/La caccia al bisonte, anch'esso pubblicato nel mese di aprile, il cui brano principale, sigla finale del programma televisivo Alle nove della sera, si classifica sesto al Festivalbar.

## Tracce

### Lato A
1. La caccia al bisonte
2. Sette di sera
3. Autostrade, no!
4. Favole di mare

### Lato B
1. Il mondo di frutta candita
2. Io vado a sud
3. Due ore di polvere
4. Io domani me ne vado
5. La mia gente